# Olga Capri
Olga Capri (Roma, 18 maggio 1893 – Bologna, 18 dicembre 1961) è stata un'attrice italiana.

## Biografia
A tredici anni frequenta i corsi di recitazione di Virginia Marini presso l'Accademia di Santa Cecilia di Roma. Nel 1911 esordisce a teatro con la compagnia di Virginia Reiter. Negli anni successivi recita con Teresa Mariani, Eleonora Duse, Flavio Andò e Ferruccio Garavaglia, è capocomica con Tolentino e Lambertini.
Il 1917 è l'anno delle prime apparizioni sul grande schermo, spesso in pellicole dirette ed interpretate da Polidor. Nel 1923 Mario Bonnard le affida il ruolo di Perpetua nell'edizione del 1923 de I promessi sposi.
Entra nel cast della prima pellicola sonora uscita in Italia, La canzone dell'amore, ed in seguito negli anni trenta e quaranta prende parte come caratterista a diversi film, in cui è diretta dai più apprezzati registi del tempo, tra cui Alessandro Blasetti e Mario Camerini. Si specializza in ruoli di donne corpulente dai forti tratti, scegliendo per questo di non contrastare la tendenza del suo fisico ad ingrassare. Nel 1950 si ritira da ogni attività, muore nel 1961.

## Filmografia

### Cinema muto
- Nobiltà di casta e nobiltà di cuore (1914)
- Fra i due litiganti (1917)
- Il nipote d'America, regia di Gennaro Righelli (1917)
- Primavera... profumata (1917)
- Come due gocce (1917)
- L'impiegato n. 3 (1917)
- Polidor cambia sesso (1918)
- Un buon impiego (1918)
- La leggenda dei tre fiori, regia di Edoardo Bencivenga (1919)
- Rose di sangue (1919)
- Scrollina, regia di Gero Zambuto (1920)
- Musica profana (1920)
- Nella morsa di un sogno (1920)
- La morte piange, ride e poi... (1921)
- Fior d'amore, regia di Mario Caserini (1921)
- L'eredità di Caino (1921)
- I promessi sposi, regia di Mario Bonnard  (1922)

### Cinema sonoro
- La canzone dell'amore, regia di Gennaro Righelli (1930)
- Figaro e la sua gran giornata, regia di Mario Camerini (1931)
- Terra madre, regia di Alessandro Blasetti (1931)
- La scala, regia di Gennaro Righelli (1931)
- Stella del cinema, regia di Mario Almirante (1931)
- Resurrectio, regia di Alessandro Blasetti (1931)
- Il dono del mattino, regia di Enrico Guazzoni (1932)
- Palio, regia di Alessandro Blasetti (1932)
- Paradiso, regia di Guido Brignone (1932)
- Venere, regia di Nicola Fausto Neroni (1932)
- Zaganella e il cavaliere, regia di Gustavo Serena (1932)
- Fanny, regia di Mario Almirante (1933)
- Acqua cheta, regia di Gero Zambuto (1933)
- Acciaio, regia di Walter Ruttmann  (1933)
- Quella vecchia canaglia, regia di Carlo Ludovico Bragaglia (1934)
- Bertoldo, Bertoldino e Cacasenno, regia di Giorgio Simonelli  (1936)
- I tre desideri, regia di Giorgio Ferroni (1937)
- I fratelli Castiglioni, regia di Corrado D'Errico (1937)
- L'argine, regia di Corrado D'Errico (1938)
- La notte delle beffe, regia di Carlo Campogalliani (1939)
- Stasera niente di nuovo, regia di Mario Mattoli (1942)
- Miliardi, che follia!, regia di Guido Brignone (1942)
- Avanti c'è posto..., regia di Mario Bonnard (1942)
- Campo de' fiori, regia di Mario Bonnard (1943)
- Sogno d'amore, regia di Ferdinando Maria Poggioli (1943)
- Daniele Cortis, regia di Mario Soldati (1947)